# Alexandre Friederich
Alexandre Friederich est un écrivain suisse d’expression française, né en 1965 à Pully.

## Biographie
Alexandre Friederich vit une enfance cosmopolite. Il étudie la philosophie à l'Université de Genève. En 1991, il fonde le groupe « Brukt » (1993-1995) et la société d’affichage « Affichage vert » à Genève (1991- ), puis le collectif artistique « G3-art marchand » (1996-2001). Au début des années 2000, il se consacre à l’écriture de pièces de théâtre et de textes mêlant géopolitique et fiction. Ces derniers sont autant de récits (genre qu'il oppose à la tradition française du roman) qui impliquent une mise en situation de l'auteur. L'écriture, initialement fragmentaire, à base de notes, est pratiquée sur les lieux de l'expérience, qu'il s'agisse de traverser les grands cols des Alpes à vélo, de dormir dans les forêts ou d'errer dans les mines d'or abandonnées du Nord Mexique. À partir de 2011, Alexandre Friederich entreprend des recherches autour du libéralisme, de la cybernétique et du conditionnement social, rédigeant des essais. Il est également l'auteur d'un Journal d'Inconsistance  (tenu au quotidien depuis 1977, l'auteur avait alors 12 ans) et qui, au fil du temps, a connu différentes formes : carnets, feuillets de machine à écrire, blog. Selon certaines sources, il serait également actif sous le pseudonyme Alonso Llorente, et donc l'auteur de Susie la simple, première biographie de la chanteuse écossaise Susan Boyle. Outre le travail littéraire, il pratique le vélo de longue distance (Genève-Damas, Malaga-Lausanne, etc.) et le combat militaire israélien. Amateur de l'Asie du Sud-est, région où il voyage depuis plus de trente ans, il a publié en 2020 un livre sur Naypyidaw. En 2023, il crée la méthode d'autodéfense Cube Training. Il vit actuellement entre la Hongrie et l'Espagne et travaille à différents projets littéraires: suite et fin de la trilogie TM/OM/SM, essai sur la Gouvernance et le gaming, essai sur l'uniformisation.

## Œuvres

### Récits, romans
- Alexandre Friederich, Trois divagations sur le mont Arto, Genève / Marseille, Héros-Limite / Harpo&, 2006, 144 p. (ISBN 978-2-913886-54-4)
- Alexandre Friederich et Pascale Favre, Histoire de ma montre Casio, Lausanne, art&fiction, coll. « Pacific », 2008 (ISBN 978-2-940377-20-6)
- Alonso Llorente (préf. Alexandre Friederich), Susie la simple, Lausanne, art&fiction, 2009 (ISBN 978-2-940377-26-8)
- Alexandre Friederich, Ogrorog, Genève, Édition des Sauvages, 2011, 84 p. (ISBN 978-2-9700583-7-3), Prix Michel Dentan 2011
- Alexandre Friederich, 45-12, retour à Aravaca, Lausanne, art&fiction, coll. « Re:Pacific », 2013, 112 p. (ISBN 978-2-940377-62-6)
- Alexandre Friederich, EasyJet : espace, temps, argent, Paris, allia, 2014, 80 p. (ISBN 978-2-84485-779-8)
- Alexandre Friederich, Fordetroit, Paris, allia, 2015, 128 p. (ISBN 979-10-304-0015-1)
- Alexandre Friederich, Écriture. Bière. Combat., Genève, Éd. des sauvages, 2016, 88 p. (ISBN 978-2-940514-11-3)
- Alexandre Friederich, Constance. Guide touristique à l’usage des aveugles, Gollion, Infolio éditions, coll, « microméga », 2016, 96 p.  (ISBN 9782884749565)
- Alexandre Friederich, Triptyque de la peur, art&fiction, coll."Shushlarry", 2017
- Alexandre Friederich, Orizont, récit, 2017 (inédit)
- Alexandre Friederich, Notr Pays, roman, 2017 (inédit)
- Alexandre Friederich, Paléodémassificateur, roman, 2018 (inédit)
- Alexandre Friederich, TM, récit, Éd. In Folio, 2019, 109 p.  (ISBN 978-2-88474-979-4)
- Alexandre Friederich, Naypyidaw, Cité de l'espace, Éd. B2, 2021  (ISBN 978-2-36509-119-0)

### Essais, textes en revue
- La clé sur la montagne, non daté, http://www.coaltar.net
- Nous sommes nombreux à vivre, non daté, http://www.coaltar.net
- U.S.A., 1979
- Absalon vs Agam, in « Mode de vie », art&fiction, 2010  (ISBN 978-2-940377-36-7)
- La Halle, 2011, http://www.coaltar.net
- 22 regards posés sur la culture, essai/collectif, 2011, Éditions de La petite lessiverie, La Chaux-de-Fonds
- Hommage à Charles-Albert Cingria, Cippe, ouvrage collectif, 2011, In Folio
- Maisons, collectif, 2011, Éditions Coaltar.
- Triptyque de la peur, 2013
- Essais d'occupation, 2014, revue Incise 1, Paris  (ISBN 978-2-9549231-0-9)
- Un auteur du XXème, 2014, revue Doble V no 7  (ISBN 978-2-940377-83-1)
- Chaînes, 2014, L'Épître, Journal fribourgeois de la littérature très courte, 86e semaine
- Le drapeau, 2014, L'Épître, lauréat du concours littéraire du département de français de l'Université de Fribourg.
- Solidarité, ouverture, forteresse, 2016, Le Persil, Lausanne.
- Acablar, Études, revue de culture contemporaine, 2016, Paris.
- Triptyque de la peur (extrait), 2017, Le Persil, Lausanne
- Stabulations, Essai sur le futur simple des démocraties, 2017.
- Journal d’Inconsistance (extraits 2006-2007), 2020, revue Les Moments littéraires, Paris.
- H+, "Vers une civilisation 0.0", Paris, Allia, 2020, 112 p. (ISBN 978-2-9549231-0-9)

### Théâtre
- Mieux vaut que rien, 1997
- Voie à suivre pour un théâtre fasciste impossible, 1999
- Entre nous soit fait, 2000
- L’Espace, 2001
- Histoire vraie de supermarché, 2002
- On est tous là, 2002
- La Forêt des oiseaux, 2003
- La Suisse est un petit pays situé entre l’Allemagne, l’Italie, l’Autriche et un quatrième pays dont j’oublie le nom, 2003
- Alexandre Friederich, Journée mondiale de la fin, Montreuil-sous-Bois, Théâtrales, coll. « Répertoire Contemporain », 2004, 112 p. (ISBN 978-2-84260-144-7) (contient : Didadactures, 2004 ; Programme de gestion colère et enlisement, 2004 ; L’Homme qui attendait l’homme qui a inventé l’homme, 2004)
- Démocratie, 2004
- Mille Enfants meilleurs, 2005
- Colline des potiers hippies, 2008
- Agence no 4, 2014, prix du concours Tulalu, Petites misères en Suisse Romande.
- Le roi de Suisse, farce, 2019

## Citations
- « Ayant écrit sans relâche depuis le matin, je suis léger. Coupé de la réalité, lié aux hommes. »[8]

## Distinctions, résidences
- 2002 : Résidence d’auteur à la Chartreuse de Villeneuve-lès-Avignon
- 2003 : Lauréat du concours « Lectures en chambre » de la Villa Bernasconi, Genève
- 2004 : Bourse Nouvel Auteur, allouée par la Ville de Genève
- 2008 : Prix SSA à l’écriture théâtrale
- 2011 : Prix Michel Dentan
- 2014 : Prix littéraire de la Faculté des Lettres de Fribourg dans la catégorie Prose pour Le drapeau.
- 2020 : Prix Pittard de l'Andelyn (fondation Bodmer), Genève, pour TM.